# Шляхетські привілеї
Шляхетські привілеї (пол. przywileje szlacheckie) — у XIV—XVIII ст. законодавчі акти (привілеї, жалувані грамоти), видані монархом на адресу підданої йому шляхти. Стосувались шляхетських прав та вольностей. У Східній Європі видавалися руськими королями, литовськими великими князями, польськими королями тощо. Адресатами привілею могли бути як шляхта в цілому, так і її окремі групи (певної землі, або певної релігії). На польських шляхетських привілеях ґрунтувалась т.зв. золота вольность Речі Посполитої. Більшість тих Привілеїв (актів) були видані в період з кінця 14 до початку 16 століть. До кінця цього періоду, шляхті вдалося отримати стільки пільг, розширити свої прав і можливості, що вони суттєво обмежили повноваження короля. На той час це були безпрецедентні права аристократії у всій Європі.
Українська шляхта, що почала формуватись ще за часів Великого князівства Київського та Королівства Руського, після приєднання Галичини до Польщі, почала поступово набувати ті самі права, що й католицька шляхта. Пізніше, після входження більшості українських земель до складу Великого князівства Литовського, Руського та Жемайтійського, українська шляхта поступово інкорпорувалась в правові норми держави. Після польсько-литовської унії, українська шляхта стала жити за законами Речі Посполитої.

## За країною
Найважливішими Привілеями шляхетськими, що були видані Королями Польщі, Великими князями Литовськими та Руськими були:

### Польща
| Дата                                           | Місце видання                       | Хто видав             | Зміст |
| ---------------------------------------------- | ----------------------------------- | --------------------- | --- |
| 1 вересня 1291                                 | Літомишль                           | Вацлав II             | Захопивши Малопольщу, король видав Привілей, в якому підтверджував владу для місцевої знаті, плату лицарям, та обіцянку не ввадити нові податки |
| 17 вересня 1374 (1381 для церкви)              | Кошиці                              | Людовик Угорський     | Будучи королем Угорщини, Польщі та Руси-України, Людовик видав Кошицький привілей, у якому закріплював права за дрібною шляхтою |
| 1387                                           | Вільно                              | Владислав II Ягайло   | Для католицьких бояр Литви, України та Білорусі (Велике князівство Литовське, Руське та Жемантійське): гарантія спадкової власності на землю, звільнення від особистих податей владиці |
| 1388                                           | Пйотркув                            | Владислав II Ягайло   | Підтвердження попередніх прав; плата по 3 гривни за копіє у закордонних військових кампаніях |
| 23 липня 1422                                  | Червінськ                           | Владислав II Ягайло   | Привілей Червінський — за участь шляхти у війні з Тевтонським орденом: недоторканість маєтків без вироку суду; король не може карбувати монети без згоди королівської ради; суди судять за писаним правом; відділення виконавчої влади (старости та намісники не могли бути суддями)                                                                                  |
| 28 жовтня 1423                                 | Варта                               | Владислав II Ягайло   | Статут Варський — за трон для нащадків: шляхта могла скидати «примхливий і незговірливих» солтисів; обмеження переселення селян з панських земель; «такси воєводські» — ціни товарів ремісників, що їх втановлювали воєводи |
| 4 березня 1430 i 9 січня 1433 (25 квітня 1425) | Єдлінськ, Краків (Бжешць-Куявський) | Владислав II Ягайло   | Єдлінський привілей — в обмін на продовження правління династії Ягеллонів: недоторканість особи без суду (Neminem captivabimus nisi iure victum); право польське та привілеї шляхетські поширювались на землі руські (українські); тільки шляхтич міг бути єпископом                                                                                                  |
| 1447                                           | Вільно                              | Казимир IV Ягеллончик | Віленський привілей — забезпечення незалежності та рівності шляхти Польщі, Литви, Україна та Білорусі; зрівняння прав католицької та православної (українсько-білоруської) знаті. |
| 1454                                           | Cerekwica                           | Казимир IV Ягеллончик | Привілей череквицький — за участь шляхти в Тринадцятирічній війні: не проводити посполіте рушеніє (мобілізацію), не встановлювати нові податки і закони без згоди сеймиків; більш жорсткі міри покарання селян за втечу з панських земель; узаконення практики станових судів земських. Скасований                                                                    |
| 1454                                           | Нешава                              | Казимир IV Ягеллончик | Нешавські статути — видані замість попереднього Привілею (череквицького) за участь шляхти у Тринадцятирічній війні для Великопольщі (12 листопада) та для Малопольщі (11-12 листопада): не вводити нові закони, набір війська або нові податки без згоди сеймиків; відміна виняткового права магнатів заміщати вищі державні посади; жорстке покарання за втечу селян |
| 1456                                           | Новий Корчин                        | Казимир IV Ягеллончик | Великі землевласники мають право в справі вирішення долі цієї землі |
| 27 лютого 1493                                 | Пйотркув                            | Ян I Ольбрахт         | Більш жорсткі міри покарання щодо злочинців; невтручання церкви в світські суди; двопалатний сейм; селянин міг залишити землю тільки після сплати всіх зобов'язань по відношенню до пана; підтвердження ранішевиданих привілеїв |
| 26 травня 1496                                 | Пйотркув                            | Ян I Ольбрахт         | Пйотркувський статут — за участь шляхти у війні проти Молдови: відсутність мит на власні та імпортовані шляхтою товари; тільки один селянин міг покинути село протягом року; заборона на купівлю землі міщянами та городянами; право введення такс воєводських на товари з міст                                                                                       |
| 25 жовтня 1501                                 | Мельник                             | Олександр Ягеллончик  | Привілей Мельницький — вся влада в руках сенаторів, король тільки головує в Сенаті; невиконання рішень Сенату королем призводить до його відречення трону. |
| 1504                                           | Пйотркув                            | Олександр Ягеллончик  | Контроль сенату і сейму над королівською власністю; визначення організації та компетенції вищих урядів королівських (маршалів, скарбників і канцлерів); несумісності в одній особі двох (або більше) урядових посад |
| 1505                                           | Радом                               | Олександр Ягеллончик  | Конституція Nihil novi (нічого нового) — нові закони видаються тільки за згодою сенату й палати депутатів; скасування Привілеїв 1501 року; гарантія вільного вибору судових органів; непідпадання справ світських під суди церковні |
| 1518                                           | Торунь                              | Сигізмунд I Старий    | Король відмовився судити спори між світськими й церковними панами та їх підданими |
| 1520                                           | Бидгощ                              | Сигізмунд I Старий    | Для війни з Орденом: панщина мінімум один день в тиждень; свобода судноплавства для шляхти на Віслі; обмеження прав міських судів, коли злочинець був шляхтичем |
| 1538                                           |                                     | Сигізмунд I Старий    | Заборона видалення шляхти з королівських урядових посад |

### Курляндія
- 1570: Privilegium Gotthardium, виданий Готтгардом фон Кеттлером, колишнім магістром Лівонського ордену, на адресу курляндського лицарства, колишніх васалів і посадовців Ордену, як компроміс між герцогом і знаттю. Герцог надавав лицарству привілеї і широкі адміністративно-судові права; зі свого боку лицарі присягали на вірність герцогу і визнавали його правителем Курляндії і Семигалії. Перша конституція герцогства Курляндії і Семигалії[1].